# ريتشارد هنري أكيرمان
ريتشارد هنري أكيرمان (بالإنجليزية: Richard Henry Ackerman)‏ هو قسيس أمريكي، ولد في 30 أغسطس 1903 في بيتسبرغ في الولايات المتحدة، وتوفي في 18 نوفمبر 1992 في كوفينغتون في الولايات المتحدة.